# Böhl-Iggelheim
Böhl-Iggelheim är en kommun i Rhein-Pfalz-Kreis i förbundslandet Rheinland-Pfalz i Tyskland. Kommunen bildades 7 juni 1969 genom en sammanslagning av kommunerna Böhl och Iggelheim.